# Poliszintetikus ikresedés
A poliszintetikus ikresedés a kristályok ikerösszenövésének olyan formája, melynek során nem csak két, hanem több kristályegyed is összenőhet egymással.
Amikor az ilyen többszörös ikerkristály összenövési síkjai mind párhuzamosak egymással, akkor az összenövés egy kristályforma azonos lapjai szerint történt. Ilyenkor a többszörös ikerkristály minden egyede párhuzamos egymással. Ezekben az esetekben igen sok kristályegyedből is állhat az ikerkristály, és az egyedek többnyire csak vékony lemezek formájában fejlődnek ki. Ez a lemezes poliszintetikus iker gyakori a márvány kalcitszemcséiben és a plagioklász földpátokban.
Ha az összenövés lapja ugyanannak a kristályformának más kristálytani lapja, akkor a képződött poliszintetikus ikerkristály előbb-utóbb gyűrűvé, csillaggá zárul. Ilyen ikerkristályai vannak az aragonitnak, a rutilnak vagy a kassziteritnek.

## Külső hivatkozások
Koch Sándor, Sztrókay Kálmán Imre, Grasselly Gyula: Ásványtan Tankönyvkiadó, Budapest, 1967.